# 小行星7388
小行星7388（7388 Marcomorelli）是一颗围绕太阳公转的小行星。1982年3月23日，亨利·德波鸿诺在拉西拉天文台发现了此天体。
这颗小行星的绝对星等为331.17955等。